# Іла (Джорджія)
Іла (англ. Ila) — місто (англ. city) в США, в окрузі Медісон штату Джорджія. Населення — 350 осіб (2020).

## Географія
Іла розташована за координатами 34°10′25″ пн. ш. 83°17′35″ зх. д. / 34.17361° пн. ш. 83.29306° зх. д. (34.173667, -83.293109).  За даними Бюро перепису населення США в 2010 році місто мало площу 2,00 км², з яких 1,99 км² — суходіл та 0,00 км² — водойми.

## Демографія
Згідно з переписом 2010 року, у місті мешкало 337 осіб у 133 домогосподарствах у складі 96 родин. Густота населення становила 169 осіб/км².  Було 155 помешкань (78/км²).
Расовий склад населення:
| - 92,3 % — білих - 4,2 % — чорних або афроамериканців |

До двох чи більше рас належало 3,6 %. Частка іспаномовних становила 1,5 % від усіх жителів.
За віковим діапазоном населення розподілялося таким чином: 27,9 % — особи молодші 18 років, 56,1 % — особи у віці 18—64 років, 16,0 % — особи у віці 65 років та старші. Медіана віку мешканця становила 41,5 року. На 100 осіб жіночої статі у місті припадало 93,7 чоловіків;  на 100 жінок у віці від 18 років та старших — 82,7 чоловіків також старших 18 років.
Середній дохід на одне домашнє господарство  становив 40 489 доларів США (медіана — 35 833), а середній дохід на одну сім'ю — 41 093 долари (медіана — 35 417). За межею бідності перебувало 40,7 % осіб, у тому числі 62,5 % дітей у віці до 18 років та 24,3 % осіб у віці 65 років та старших.
Цивільне працевлаштоване населення становило 127 осіб. Основні галузі зайнятості: освіта, охорона здоров'я та соціальна допомога — 17,3 %, науковці, спеціалісти, менеджери — 16,5 %, роздрібна торгівля — 13,4 %, виробництво — 13,4 %.